# 途中下車 (柏原芳恵の曲)
『途中下車』（とちゅうげしゃ）は、1987年1月1日にリリースされた柏原芳恵の27枚目のシングル。

## 概要
今作は1986年1月1日発売のシングル「春ごころ」に次いで、2年連続の元日発売となった。
B面の「かすみ草」は、1985年6月1日発売のアルバム『待ちくたびれてヨコハマ』からのシングルカット。
フィリップス・レコード (日本フォノグラム) レーベルでの最後のシングルであり、次作「A・r・i・e・s」からは東芝EMIに移籍となる。また、ジャケットの裏の下側に「1982」と書かれていたが、正しくは「1987」です。

## 収録曲
1. 途中下車
作詞：佐藤順英 / 作曲：花岡優平 / 編曲：奥慶一
2. かすみ草
作詞：メアリィ中村 / 作曲：深沢桂子 / 編曲：石川鷹彦